# Marita Redondo
Marita Redondo (San Diego, 19 febbraio 1956) è un'ex tennista statunitense.

## Carriera
In carriera ha vinto quattro titoli di doppio, di cui uno in coppia con la connazionale Chris Evert, e tre in coppia con la britannica Virginia Wade. Nei tornei del Grande Slam ha ottenuto il suo miglior risultato raggiungendo il quarto turno nel singolare agli US Open nel 1978.

## Statistiche

### Singolare

#### Finali perse (1)
| Numero | Anno          | Torneo                             | Superficie | Avversaria in finale | Punteggio |
| 1.     | 5 agosto 1973 | USLTA Atlantic City, Atlantic City |            | Chris Evert          | 2-6, 5-7  |

### Doppio

#### Vittorie (4)
| Numero | Anno             | Torneo                             | Superficie | Compagna      | Avversarie in finale       | Punteggio     |
| 1.     | 5 agosto 1973    | USLTA Atlantic City, Atlantic City |            | Chris Evert   | Ilana Kloss Pat Walkden    | 6-4, 6-4      |
| 2.     | 28 ottobre 1973  | Aberavon Cup, Aberavon             |            | Virginia Wade | Julie Heldman Ann Kiyomura | 4-6, 6-3, 7-6 |
| 3.     | 5 novembre 1973  | Edinburgh Cup, Edimburgo           |            | Virginia Wade | Julie Heldman Ann Kiyomura | 6-1, 2-6, 6-4 |
| 4.     | 10 novembre 1973 | Billingham Cup, Billingham         |            | Virginia Wade | Glynis Coles Sharon Walsh  | 6-7, 6-3, 6-2 |

#### Finali perse (5)
| Numero | Anno             | Torneo                                         | Superficie | Compagna         | Avversarie in finale          | Punteggio     |
| 1.     | 25 agosto 1974   | WTA New Jersey, Orange                         |            | Kathy Harter     | Pam Teeguarden Ann Kiyomura   | 2-6, 0-6      |
| 2.     | 21 marzo 1976    | Virginia Slims of Dallas, Dallas               |            | Greer Stevens    | Mona Guerrant Ann Kiyomura    | 3-6, 6-4, 4-6 |
| 3.     | 12 febbraio 1978 | Virginia Slims of Seattle, Seattle             |            | Patricia Bostrom | Kerry Reid Wendy Turnbull     | 2-6, 3-6      |
| 4.     | 30 marzo 1979    | Carlsbad Classic, Carlsbad                     |            | Peanut Louie     | Marcie Louie Regina Maršíková | 2-6, 6-2, 4-6 |
| 5.     | 8 marzo 1981     | Avon Championships of Los Angeles, Los Angeles |            | Peanut Louie     | Sue Barker Ann Kiyomura       | 1-6, 6-4, 1-6 |